# Komarica (Vlasotince)
Pour les articles homonymes, voir Komarica.
Komarica (en serbe cyrillique : Комарица) est un village de Serbie situé dans la municipalité de Vlasotince, district de Jablanica. Au recensement de 2011, il comptait 123 habitants.

## Démographie
| 1948 | 1953 | 1961 | 1971 | 1981 | 1991 | 2002 | 2011 |
| ---- | ---- | ---- | ---- | ---- | ---- | ---- | ---- |
| 467  | 480  | 459  | 463  | 397  | 268  | 198  | 123  |

|  |